# Салливан, Каван
Каван Салливан (англ. Cavan Sullivan; родился 28 сентября 2009, Филадельфия) — американский футболист, полузащитник клуба MLS «Филадельфия Юнион».

## Клубная карьера
С 2020 года тренировался в футбольной академии клуба «Филадельфия Юнион».
17 июля 2024 года Салливан дебютировал в MLS в матче против «Нью-Инглэнд Революшн», в возрасте 14 лет и 293 дней став самым молодым игроком в истории MLS и побив рекорд, который на протяжении 20 лет принадлежал Фредди Аду.

## Карьера в сборной
Выступал за сборную США до 15 лет.